# 芹澤裕二
芹澤 裕二（せりざわ ゆうじ、1968年4月12日 - ）は、埼玉県川越市出身の元プロ野球選手（捕手）、コーチ。

## 経歴
川越市立芳野中学校卒業後の1984年に大宮東高校へ進学し、捕手として攻守に活躍。高校通算本塁打15本を記録し、1986年オフにドラフト外で中日ドラゴンズへ入団。高校のチームメイトでスラッガーとして期待された荒川哲男と同期入団となったほか、同じ高卒捕手の山﨑武司・長谷部裕もいた。一軍出場が無いまま、晩年は主にブルペンを担当して1996年限りで現役を引退。
引退後は中日で二軍バッテリーコーチ（1997年）→一軍バッテリーコーチ（1998年 - 2003年）→ブルペン捕手（2004年）を歴任し、コーチ時代は星野仙一・山田久志ら2人の監督に仕え、1999年のリーグ優勝に貢献。選手に近い位置で話ができる兄貴分的存在で、若さを前面に押し出して、ブルペン捕手としても活気づけた。中日退団後は新球団・東北楽天ゴールデンイーグルス初代二軍バッテリーコーチ（2005年 - 2009年）を経て、韓国KBO・SKワイバーンズ一軍バッテリーコーチ（2010年 - 2011年）→三星ライオンズ一軍バッテリーコーチ（2012年 - 2014年）を務め、SK時代には2010年の公式戦優勝と韓国シリーズ優勝、三星時代には3年連続公式戦優勝・韓国シリーズ優勝に貢献。
帰国後は東京ヤクルトスワローズ二軍バッテリーコーチ（2015年 - 2016年）を経て、3年ぶり2度目の三星一軍バッテリーコーチ（2017年）、楽天チーム運営部泉管理グループ寮長（2018年）を1年だけ務める。
楽天退団後は再び渡韓し、LGツインズコーチ（2019年 - 2020年）、SKを継承したSSGランダースコーチ（2021年 - 2022年）、2023年から2024年まで斗山ベアーズ一軍バッテリーコーチとなり、2025年からSSGのコーチに復帰する。

## 人物
2023年、サーチコリアニュースの取材で「正直に言うと、日本側からWBCと関連して取材要請があったが、話せないと判断して断った。私の教え子である梁義智、李知栄の2人がともに代表捕手であるため、私は正直、韓国を応援している」と明かし、そして、「韓国で10年以上過ごしているので、逆に日本の選手の方が知らない。それに今、私は斗山所属だ。斗山で給与を受け取る立場だ」とし、「そのため、日本はあまり応援していない。これは本当に率直な話だ」と述べた。

## 詳細情報

### 年度別打撃成績
- 一軍公式戦出場なし

### 背番号
- 63 （1987年 - 1995年）
- 98 （1996年 - 2003年）
- 113 （2004年）
- 90 （2005年 - 2009年、2015年 - 2016年）
- 82 （2010年 - 2011年、2021年 - 2022年、2025年 - ）
- 83 （2012年 - 2014年、2017年）
- 80 （2019年 - 2020年）
- 78 （2023年 - 2024年）

### 登録名
- 芹沢 裕二 （せりざわ ゆうじ、1987年 - 2004年）
- 芹澤 裕二 （せりざわ ゆうじ、2005年 - 2009年、2015年 - 2016年）